# Seikijuku
El Seikijuku (正氣塾, "Escuela de pensadores cuerdos") es un grupo imperialista japonés de derecha con sede en la prefectura de Nagasaki, fundado en 1981. El grupo fue responsable de una serie de incidentes violentos, incluido el tiroteo casi fatal en 1990 del alcalde de Nagasaki Hitoshi Motoshima, quien afirmó que el emperador Hirohito fue el responsable de la guerra. En 1984, el grupo interrumpió una sesión de grabación de Fuji TV con bengalas.